# Tegowanuh
Tegowanuh is een bestuurslaag in het regentschap Temanggung van de provincie Midden-Java, Indonesië. Tegowanuh telt 2798 inwoners (volkstelling 2010).